# Opwetten
Opwetten is een buurtschap bij Nuenen aan de weg tussen Nuenen en Tongelre. Hier ligt de Opwettense watermolen op de Kleine Dommel. Tot 1915 stond hier ook de Sint-Antoniuskapel waar in vroeger dagen een Sint-Antoniusvarken rondscharrelde. Verder stond hier het Kasteel van Opwetten. De beschrijving van deze gebouwen is te vinden onder Nuenen.